# Наркевичі
Наркевичі (у 1966—1994 роках — Ясне) — селище в Україні, адміністративний центр Наркевицької селищної громади Хмельницького району Хмельницької області. Селище найбільш відоме своєю цукроварнею.

## Географія
Селище розташоване у центральній частині району, на березі річки Мшанці, за 2 км від залізничної станції Наркевичі на електрифікованій лінії Гречани — Тернопіль.

## Історія
Назва селища Наркевичі походить від назви залізничної станції Наркевичі, яка була побудована 1912 року, через 40 років після будівництва дільниці Тернопіль — Жмеринка, коштом поміщика Йотка Наркевича, палац якого знаходився у селі Велика Бубнівка. 
З 1966 по 1994 селище мало назву — Ясне.
1950 — утворене село Наркевичі. Засноване у зв'язку з будівництвом цукроварні. У 1966 змінено назву на Ясне.
1968 — село Ясне віднесене до категорії селищ міського типу.
1994 — Постановою Верховної Ради України № 3971-XII від 21 лютого 1994 року смт Ясному повернуто назву смт Наркевичі.

## Населення
| 1970    | 1979    | 1989    | 2001    | 2003    | 2004    | 2005    |
| ------- | ------- | ------- | ------- | ------- | ------- | ------- |
| 1 782   | ▼ 1 772 | ▼ 1 762 | ▼ 1 694 | ▼ 1 676 | ▼ 1 663 | ▼ 1 641 |
| 2006    | 2007    | 2008    | 2009    | 2010    | 2011    | 2012    |
| ▼ 1 614 | ▬ 1 612 | ▼ 1 606 | ▼ 1 585 | ▼ 1 575 | ▼ 1 553 | ▲ 1 559 |
| 2013    | 2014    | 2015    | 2016    | 2017    | 2018    | 2019    |
| ▼ 1 547 | ▲ 1 555 | ▬ 1 555 | ▬ 1 552 | ▼ 1 547 | ▼ 1 528 | ▼ 1 511 |
| 2020    | 2021    | 2022    |         |         |         |         |
| ▼ 1 484 | ▼ 1 477 | ▼ 1 457 |         |         |         |         |

### Мова
Розподіл населення за рідною мовою за даними перепису 2001 року:
| Мова       | Кількість | Відсоток |
| ---------- | --------- | -------- |
| українська | 1663      | 97,37 %  |
| російська  | 44        | 2,58 %   |
| вірменська | 1         | 0,05 %   |
| Всього     | 1708      | 100 %    |

## Пам'ятки
- Бубнівський ліс — лісовий заказник місцевого значення.

## Постаті
- Польовий Максим Миколайович (1984—2021) — майор Збройних сил України, учасник російсько-української війни.

## Галерея

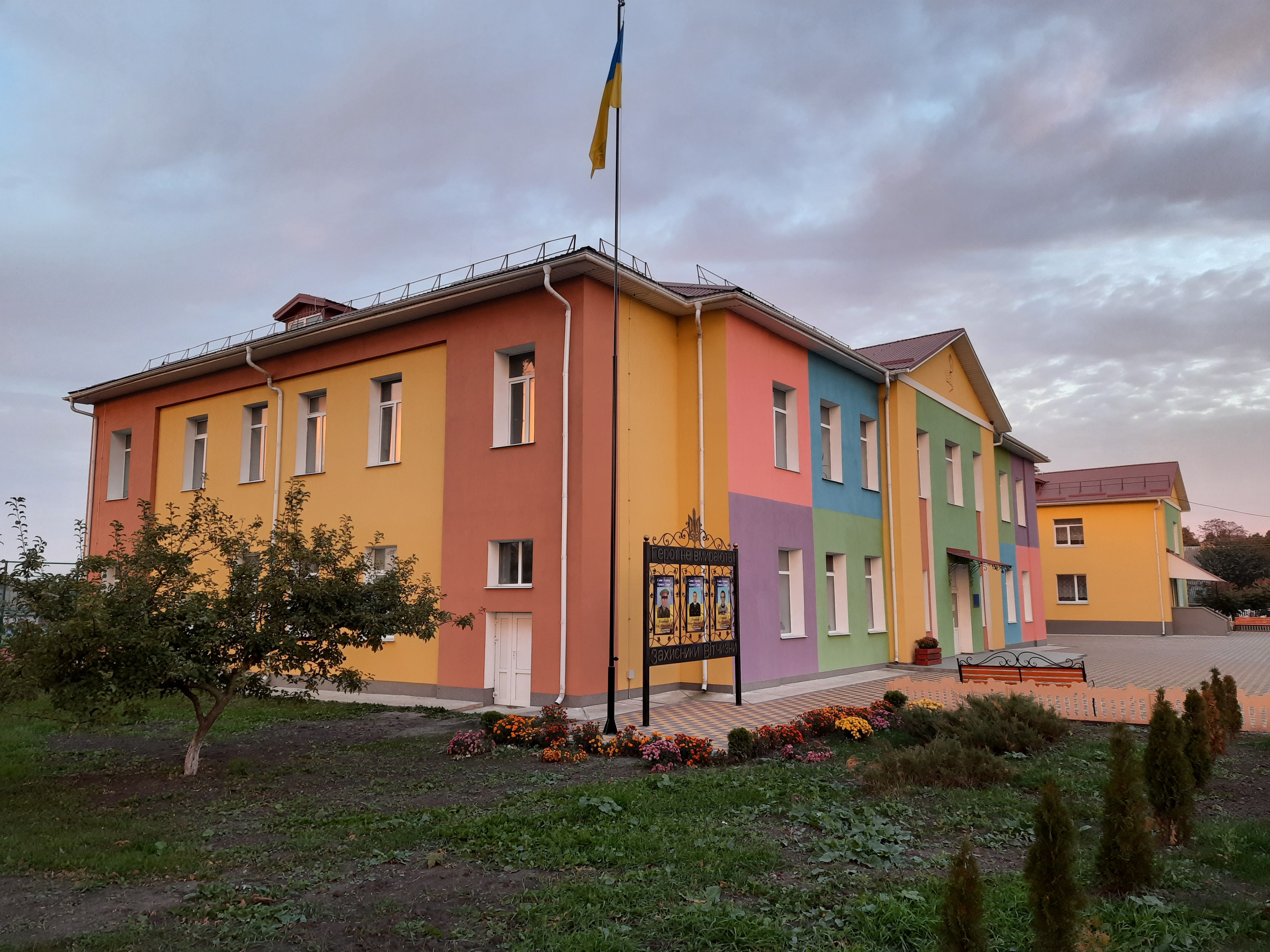
Центр села
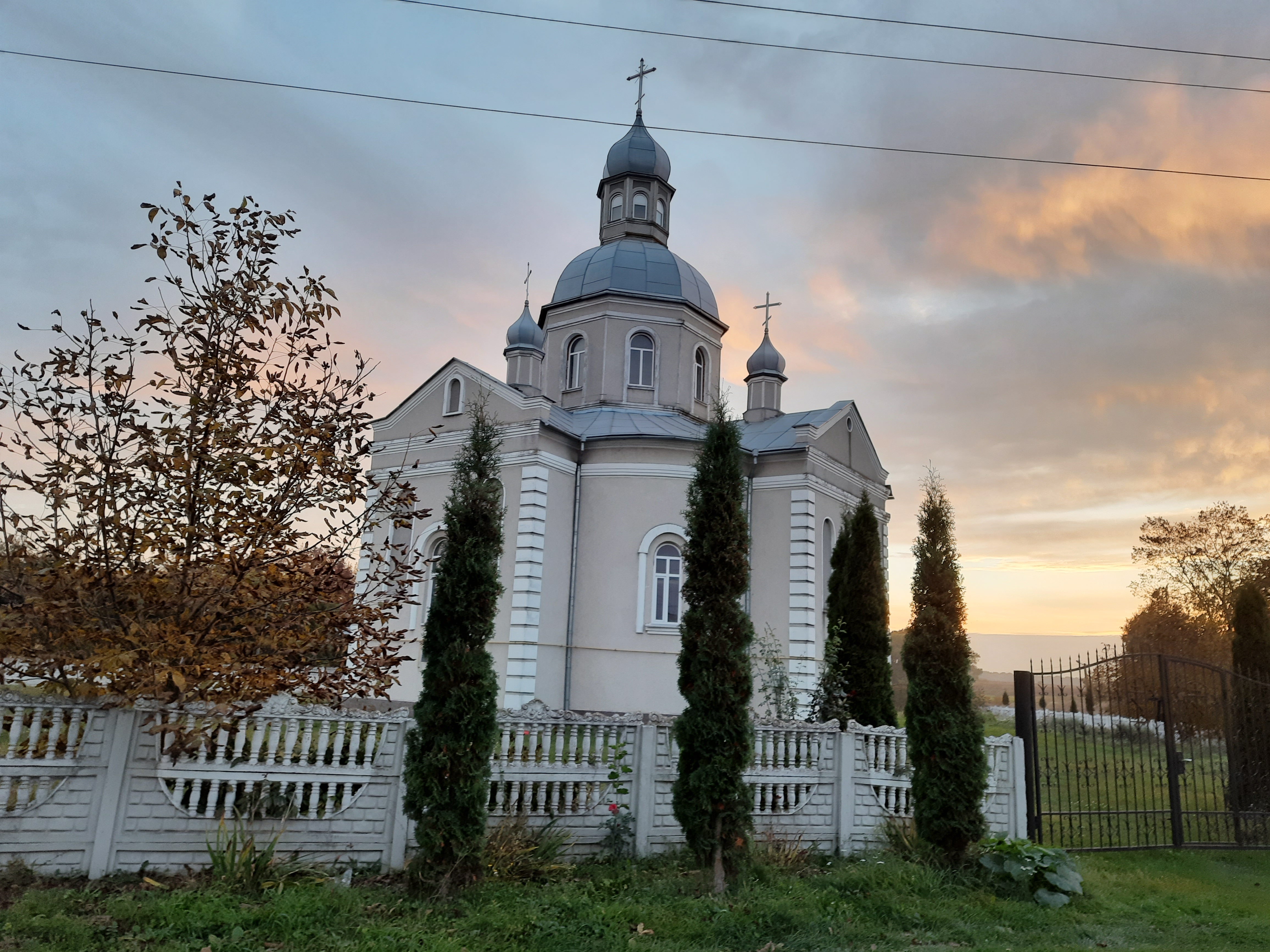
Петропавлівська церква
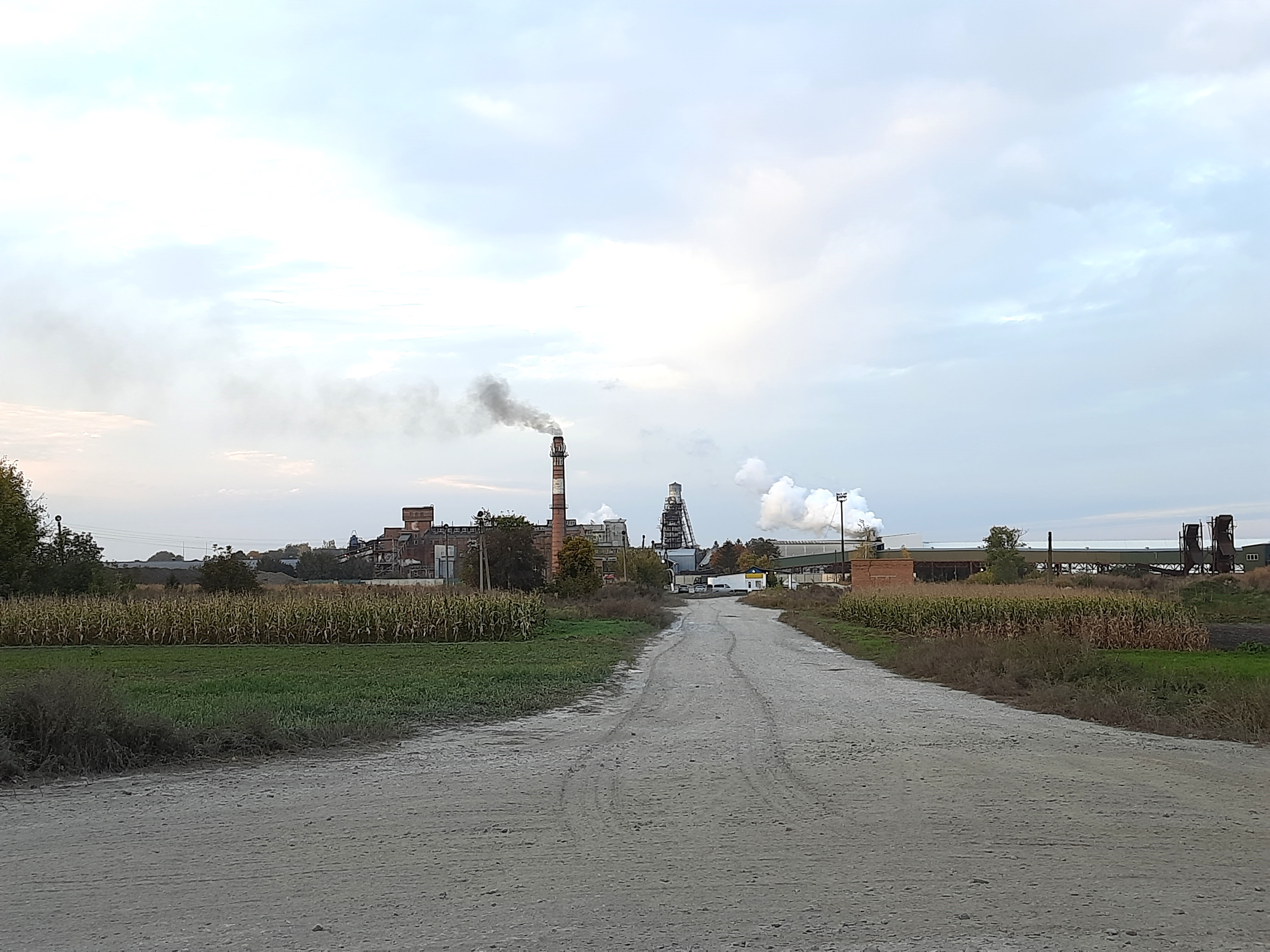
Цукровий завод
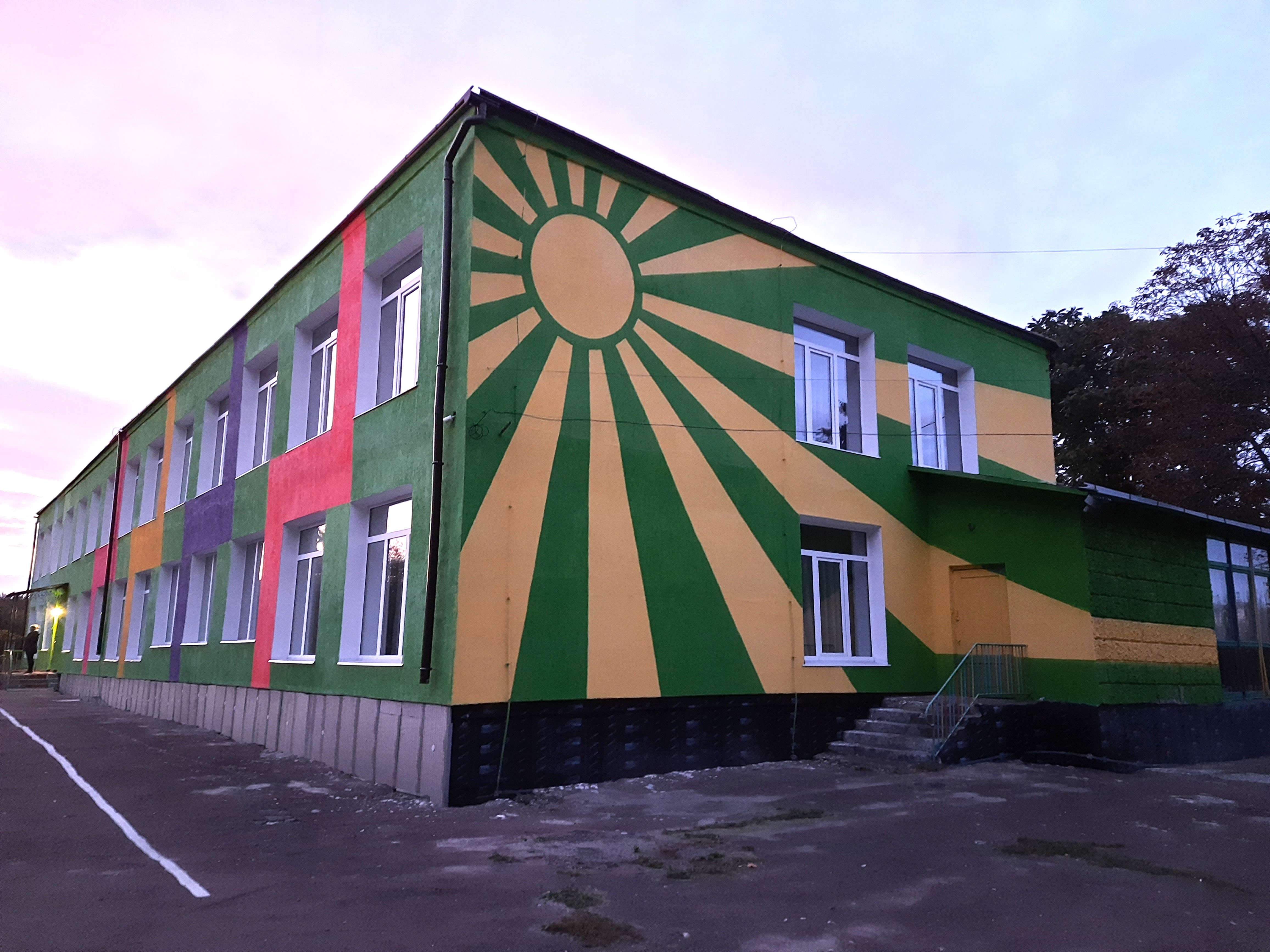
Дитячий садок
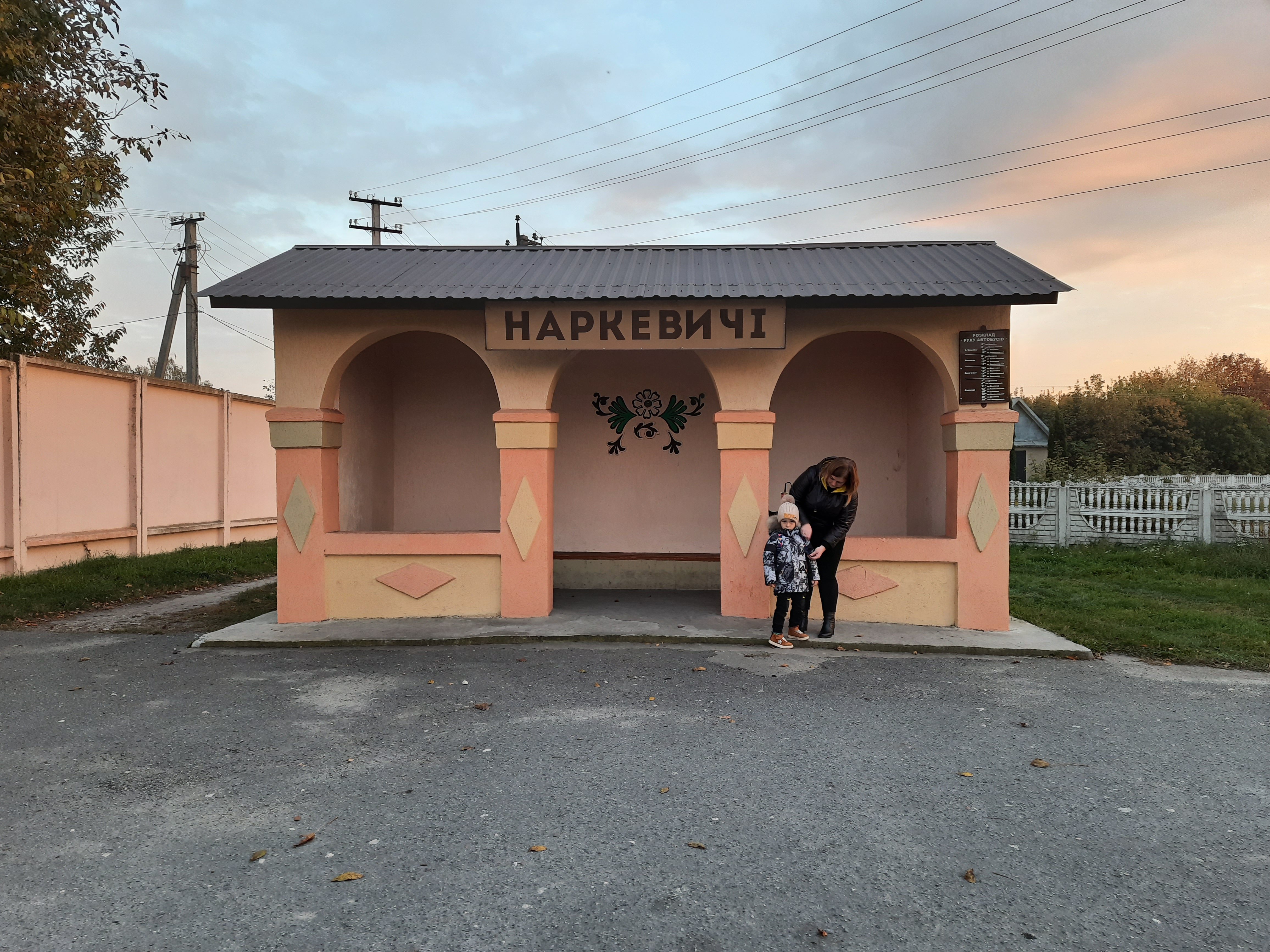
Автобусна зупинка
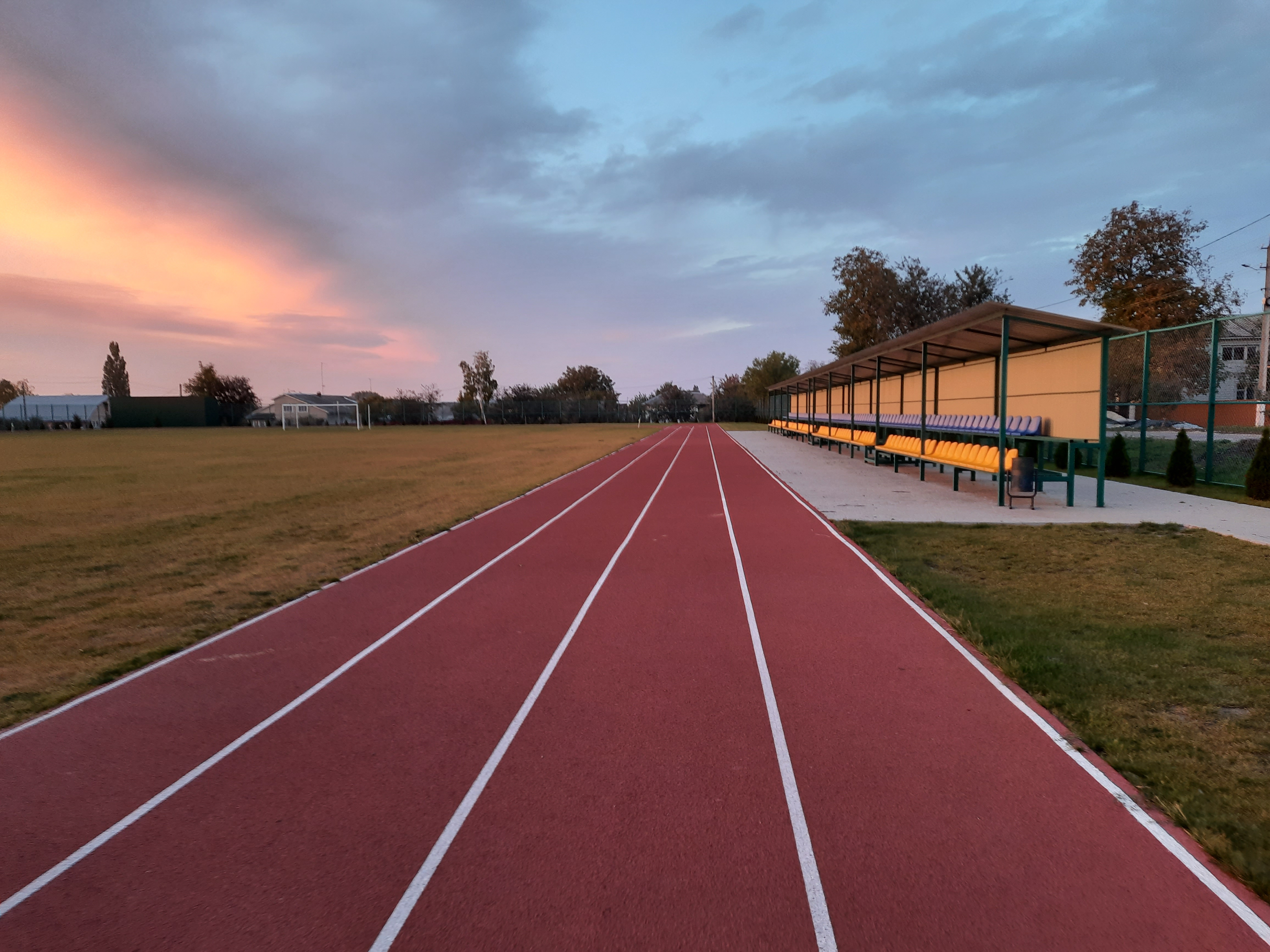
Стадіон
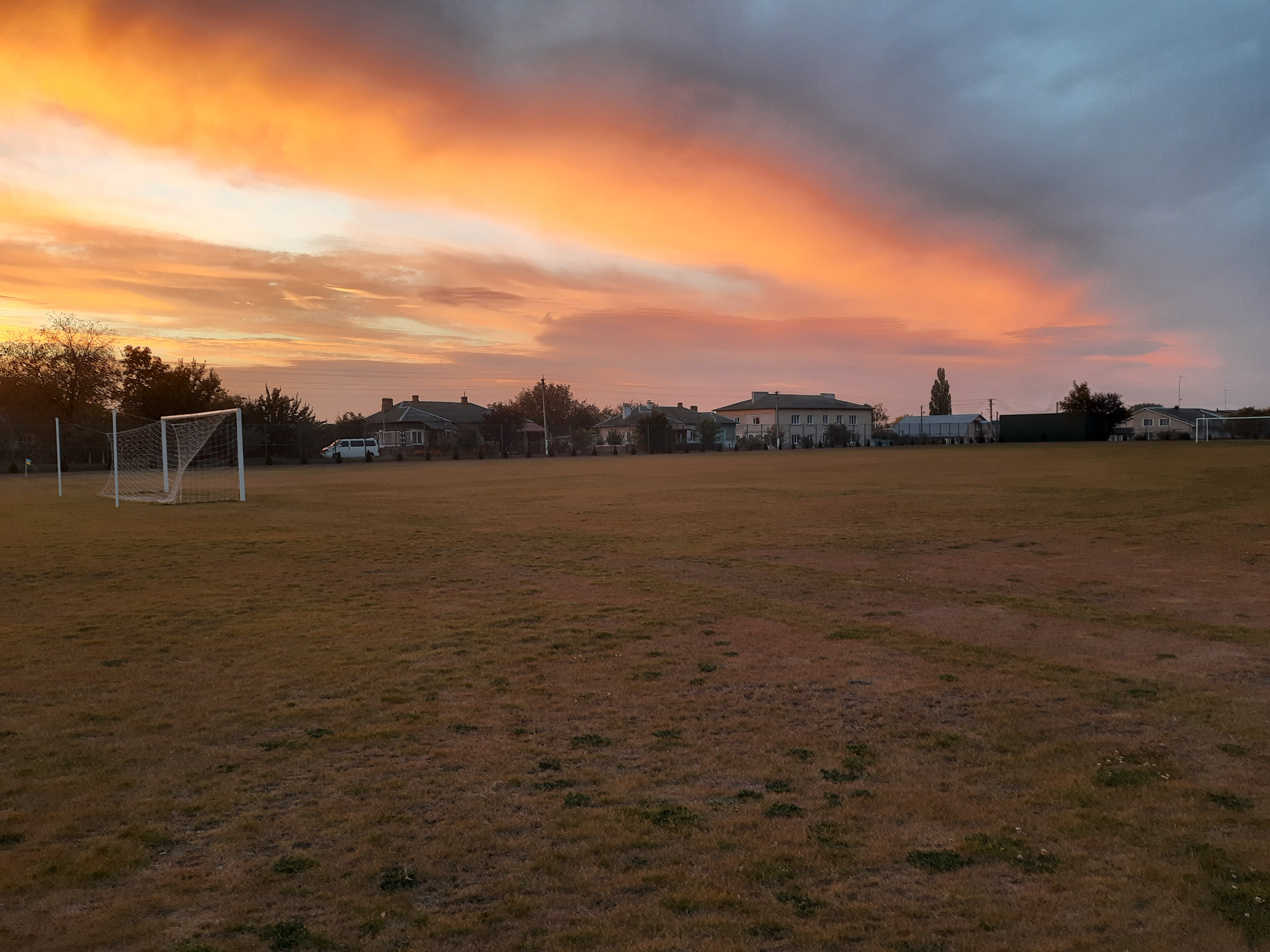
Стадіон